# Bye en Överbyn
Bye en Överbyn is een småort in de gemeente Östersund in het landschap Jämtland en de provincie Jämtlands län in Zweden. Het småort heeft 109 inwoners (2005) en een oppervlakte van 46 hectare. Eigenlijk bestaat het småort uit twee plaatsen: Bye en Överbyn. Het småort ligt aan een baai van het meer Storsjön.